# Abadía de Bellapais
La Abadía de Bellapais o la Abadía de la Paz (del francés: Abbaye de la Paix Belle) es un museo que consiste en las ruinas de un monasterio que los monjes de la orden de los Agustinos construyeron en el siglo XIII en el lado norte del pequeño pueblo de Bellapais en el parte norte de Chipre controlado por los turcos, a unos cinco kilómetros de la ciudad de Kyrenia. Las ruinas están a una altitud de 220 m sobre el nivel del mar, y cuentan con una vista amplia a Kyrenia y el mar Mediterráneo. El sitio, aparte de un museo, alberga un restaurante y una cafetería .